# Emerald n.º 277
Emerald n.º 277 es un municipio rural canadiense situado en la provincia de Saskatchewan.

## Superficie
Emerald n.º 277 tiene una superficie de 807,18 km².

## Demografía
En 2021, tenía 370 habitantes, una densidad poblacional de 0,5 hab./km², y 210 viviendas.